# Willem de Rooij
Willem de Rooij (* 4. Juni 1969 in Beverwijk, Niederlande) ist ein niederländischer Künstler und Pädagoge, der mit unterschiedlichen Medien wie Film, Fotografie, Skulptur, Text und Installationen arbeitet. In seinem international ausgestellten Werk untersucht De Rooij die Produktion, Kontextualisierung und Interpretation von Bildern. Appropriation und Kollaboration sind für De Rooijs künstlerische Methodik grundlegend. Seine Arbeit hat neue kunstgeschichtliche und ethnographische Forschung angeregt.

## Leben
Willem de Rooij studierte Kunstgeschichte an der Universität von Amsterdam (1989–1990). In den Jahren 1990 bis 1995 studierte De Rooij Bildende Kunst an der Gerrit Rietveld Academie und setzte diese Studien von 1997 bis 1998 an der Rijksakademie van beeldende kunsten in Amsterdam fort. Er arbeitete von 1995 bis 2006 mit Jeroen de Rijke (* 1970 in Brouwershaven, Niederlande, gestorben 2006) unter dem Namen De Rijke / De Rooij zusammen. Bedeutende Soloausstellungen des Duos fanden 2007 im K21 in Düsseldorf und 2008 im Museo d’Arte Moderna di Bologna statt. 2005 vertrat das Duo die Niederlande auf der Venedig Biennale.
De Rooij unterrichtet seit 1998. Von 2002 bis 2014 lehrte er in De Ateliers in Amsterdam. Seit 2006 ist De Rooij Professor für Bildende Kunst an der Städelschule in Frankfurt am Main und seit 2015 ist er Gasttutor an der Rijksakademie. 2016 gründete er mit Angela Bulloch und Simon Denny das BPA // Berlin Program for Artists. Im selben Jahr wurde er Mitglied der Königlich Niederländischen Akademie der Wissenschaften (KNAW).
Im Jahr 2000 gewannen De Rijke / De Rooij den Baloîse Art Prize und 2004 waren sie für den Hugo Boss Award nominiert. 2014 war De Rooij für den Vincent Award nominiert. 2004 war er Robert Fulton Fellow der Universität Harvard, 2006 Gast des Berliner Künstlerprogramm des DAAD und 2018 Resident des Goethe Instituts in Salvador da Bahia.

## Werk
Seit 2004 bezieht De Rooij Kunstwerke anderer Künstler in seine eigene Arbeit ein. Beispielsweise zeigte er 2010 in der Ausstellung Intolerance in der Neuen Nationalgalerie Berlin 18 Gemälde des Malers Melchior d’Hondecoeter und stellte sie gefiederten Zeremonialobjekten aus dem Hawai'i des 18. Jahrhunderts gegenüber. Die dazu erschienene dreiteilige Publikation enthält neben einem Ausstellungskatalog zu Intolerance die erste umfassende Buchveröffentlichung zum Werk des niederländischen Malers Melchior d’Hondecoeter und ein Verzeichnis aller bekannten Federobjekte, die vor 1900 in Hawai'i entstanden, verfasst von der Spezialistin Adrienne Kaeppler.
Die Installation Residual von 2012 situiert ein Gemälde des Malers Jacob van Ruisdael aus dem 17. Jahrhundert an dem Ort, den es darstellt: Burg Bentheim in der gleichnamigen Stadt.
De Rooijs Arbeit Character is Fate von 2014 bestand aus einer Installation im Witte de With Centre for Contemporary Art in Rotterdam und einer Publikation zu dem Horoskop, das Piet Mondrian 1911 für sich anfertigen ließ, bevor er aus den Niederlanden emigrierte.
Die Arbeit Vorhaben zum Gedenken an „Asoziale“ und „Berufsverbrecher“ im NS-Dokumentationszentrum München 2019 regt dazu an, den beiden Gruppen, die weiterhin in der deutschen Erinnerungskultur unterrepräsentiert sind, in der Gedenkstätte Dachau einen Platz zu schaffen.
Seit 2002 entsteht eine Serie von Skulpturen, die aus Blumen gefertigt sind, die Bouquets.

## Rezeption
Kunsthistorikerin Pamela M. Lee beschreibt das Werk De Rijke / De Rooij in einer Einführung zu ihrem Portfolio in einer Ausgabe von Artforum 2008 wie folgt: Die Künstler folgen der "recursive economy of the image: its affective power, its capacity to seduce and organize perception, and its mediation of time and subjectivity."
In einem Interview mit Dieter Roelstraete im Magazin Afterall 2010 stellt De Rooij fest: "The very notion of 'representing', of 'imaging', is what my work is most deeply concerned with."
Kunsthistoriker Daniel Birnbaum reflektiert De Rooijs Œuvre in einem Artforum-Artikel von 2016 wie folgt. Seine Werke operierten als "instances of abstraction that cut right through the textures of meaning that we tend to read into works of art" and that they "might exist as physical crystallizations, but their logic owes much to the tactics of film: framing, cutting, editing, and, above all, focus. The very concept of focus presupposes a dialectic between discreteness and contextual embeddedness: To focus is to draw attention to this by ignoring that. In the act of bringing an image into focus, the filmmaker prompts scrutiny of an object while also articulating the fact that the rest of the world is still out there, beyond the edge of the frame. This dialectic is key to De Rooij’s work, where the same meticulous care is given to display elements and framing devices as to the art itself."

## Ausstellungen
Institutionelle Einzelausstellungen waren unter anderem
- 2021: Pierre Verger in Suriname. Portikus, Frankfurt/Main[25]
- 2019: Facing Tronies – De Rijke / De Rooij – Junks. Kupferstich Kabinett, Staatliche Kunstsammlungen, Dresden[26]
- 2017: Whiteout. KW, Berlin[27]
- 2017: Ebb Rains. Institute of Modern Art, Brisbane[28]
- 2016: Entitled. Museum für Moderne Kunst Frankfurt am Main[29]
- 2015: The Impassioned No. Le Consortium, Dijon[30]
- 2014: Bouquet XI. The Jewish Museum, New York[31]
- 2012: Gript Amok. Piktogramm, Warschau[32]
- 2010: Intolerance. Neue Nationalgalerie, Berlin[33]
- 2008: De Rijke / De Rooij. MAMBo, Bologna[34];
- 2007: De Rijke / De Rooij. K21, Düsseldorf
- 2005: De Rijke / De Rooij. Secession, Wien[35]
- 2003: De Rijke / De Rooij. Kunsthalle Zürich[36]

Zu ausgewählten Gruppenausstellungen zählten
- 2020: Many voices, all of them loved. John Hansard Gallery, Nottingham[37]
- 2019: Mindful Circulations. BDL Museum, Mumbai[38]
- 2018: Stories of Almost Everyone. Hammer Museum, Los Angeles[39]
- 2017: JIWA. Jakarta Biennale[40]
- 2016: EVA International Limerick Biennale[41]
- 2015: New Skin. Aishti Foundation, Beirut[42]
- 2014: 10. Shanghai Biennale[43]
- 2013: HOLLANDAISE. Raw Material Company, Dakar[44]
- 2011: The Crooked Path. BOZAR Centre for Fine Arts, Brüssel[45]
- 2010: Trust. Media City Seoul[46]
- 2009: HEAVEN. 2. Athen Biennale[47]
- 2008: Living Flowers. Japanese American National Museum, Los Angeles[48]

## Sammlungen
De Rooijs Werke befinden sich in den Sammlungen des Stedelijk Museum, Amsterdam; MUMOK, Wien; Hamburger Bahnhof, Berlin; Centre Pompidou, Paris; MOCA, Los Angeles and MOMA, New York.